# Марсейез (лек крайцер, 1935)
„Марсейез“ (на френски: Marseillaise) е френски лек крайцер от типа „Галисионер“, използван през 1937 – 1942 година.

## История на службата
След влизането в строй през ноември 1937 г. корабът, наречен на „Марсилезата“, е включен в състава на 3-та дивизия крайцери на Средиземноморския флот и се базира в Тулон. След реорганизацията на френските ВМС, 3-та дивизия влиза в състава на 4-та ескадра, наречена още Леки ударни сили на Средиземно море и се базира в Бизерта
След капитулацията на Франция „Марсейез“ в състава на 3-та дивизия крайцери е включен в Съединението на Откритото море, сформирано на 25 септември 1940 г. от най-боеспособните кораби на флота. Деятелността на това съединение крайно ограничена, както поради ограниченията наложени от немска страна, така и поради дефицит за гориво.
На 27 ноември 1942 года „Марсейез“ се намира в Тулон, където се намира на пирса, редом с тежкия крайцер „Алжери“. Получавайки заповед за унищожаване на кораба, командирът на крайцера заповядва да се детонират минните заряди. В резултат на взривовете са разрушени котлите, турбините и артилерията на главния калибър, а самият кораб потъва с крен на левия борд. Пожарът на борда продължава с нови взривове и спира едва на 3 декември 1942 г. Разрушеният кораб, предаден на италианците, вече не подлежи на възстановяване. Към работите по неговото разкомплектоване те пристъпват през април 1943 г., но сключването на примирието на Италия със Съюзниците прекъсва това. Останките на кораба са допълнително разрушени в хода на нападенията на съюзната авиация над Тулон. Останалото от крайцера е извадено вече след края на войната, на 8 април 1946 г. и е предадено за скрап.